# Золотая медаль Сантос-Дюмона
Золотая медаль Сантос-Дюмона (англ. The Santos-Dumont Gold Airship Medal) — высшая награда Международной авиационной федерации (ФАИ) в области дирижаблестроения и пилотирования управляемых аэростатов.
Учреждена в 1994 году в честь известного воздухоплавателя, лётчика и изобретателя Альберто Сантос-Дюмона в память о его вкладе в развитие дирижабельного спорта. Наивысшим достижением Сантос-Дюмона стал полёт вокруг Эйфелевой башни в Париже 19 октября 1901 года на дирижабле Сантос-Дюмон № 6, за что Альберто Сантос-Дюмон получил приз Дойча де ла Мерта.
Медаль присуждается раз в год лучшему пилоту дирижабля по версии ФАИ. Всего с 1994 по 2010 год наградили 11 пилотов.
После 2010 года награждения не производятся, хотя 100 медалей изготовлены из золота и предоставлены в распоряжение ФАИ Аэроклубом Виргинских Островов.

## Список награждённых
| Год  | Получатель                            | Идентификационный номер |
| ---- | ------------------------------------- | ----------------------- |
| 1993 | Donald Allan Cameron, Великобритания  | 1758                    |
| 1994 | Guy Moyano, Люксембург                | 1779                    |
| 1995 | Владимир Устинович, Россия            | 2243                    |
| 1996 | Thomas Sage, Великобритания           | 2645                    |
| 1997 | Karl-Ludwig (Mucky) Busemeyer, ФРГ    | 2879                    |
| 1998 | Медаль не вручалась                   | 4674                    |
| 1999 | Медаль не вручалась                   | 3745                    |
| 2000 | Oscar Lindström (Швеция)              | 4993                    |
| 2001 | Медаль не вручалась                   | 5152                    |
| 2002 | Hokan Colting (Канада)                | 5358                    |
| 2003 | Медаль не вручалась                   | 5570                    |
| 2004 | David Hempleman-Adams, Великобритания | 5750                    |
| 2005 | Медаль не вручалась                   | 6057                    |
| 2006 | Станислав Фёдоров, Россия             | 6035                    |
| 2007 | Медаль не вручалась                   | 6182                    |
| 2008 | Charles-André Besnard, Швейцария      | 6246                    |
| 2009 | Медаль не вручалась                   | 6439                    |
| 2010 | Леонид Тюхтяев, Россия                | 6571                    |